# Real World Records
Real World Records ist ein britisches Musiklabel, das sich auf Weltmusik spezialisiert hat. Es wurde 1989 von dem englischen Singer-Songwriter und Rock-Musiker Peter Gabriel und den Gründungsmitgliedern von WOMAD gegründet. Ein Großteil der auf Real World Records veröffentlichten Werke wurde in den Real World Studios in Box, Wiltshire, England aufgenommen.

## Geschichte
Ziel der Gründung war 1989 talentierten Musiker aus der ganzen Welt Zugang zu hochmodernen Aufnahmemöglichkeiten und einem Publikum jenseits ihrer geografischen Region zu verschaffen. Die bei den WOMAD-Festivals entstandenen musikalischen Beziehungen sollten auch zu neuen Musikaufnahmen führen. Das Musiklabel ist deswegen dafür bekannt, Musiker zusammenzubringen, die ein gemeinsames Interesse an der Musik im Allgemeinen haben. Es entstehen neue Aufnahmemethoden und neue Treffpunkte.
Am 5. Juni 1989 wurden die beiden Alben Passion: Music for The Last Temptation of Christ und Passion – Sources als die beiden ersten Veröffentlichungen von Real World Records in Verbindung mit dem Film Die letzte Versuchung Christi von Martin Scorsese mit den Katalognummern RW1 und RW2 veröffentlicht. Am gleichen Tag wurden außerdem die Alben Shahen Shah von Nusrat Fateh Ali Khan, La Explosión del Momento von Orquesta Rêvé und Babeti Soukous von Tabu Ley veröffentlicht.
Im Jahr 1999 hatte das Label weltweit über 3 Millionen Tonträger verkauft und 90 Alben veröffentlicht. Im Jahr 2015 hatte es die Marke von über 200 Alben erreicht.
Viele der veröffentlichten Aufnahmen entstehen auch weiterhin in den ebenfalls 1989 gegründeten Real World Studios, deren Räumlichkeiten die Ziele von Real World Records unterstützen.

## Künstler (Auswahl)
- Afro Celt Sound System
- Ashkhabad
- Ayub Ogada
- Bernard Kabanda
- Big Blue Ball (verschiedene Interpreten)
- Charlie Winston
- Creole Choir of Cuba
- Dengue Fever
- Farafina
- Fatala
- Geoffrey Oryema
- Guo Brothers
- Hoba Hoba Spirit
- Johnny Kalsi
- Joi
- Joseph Arthur
- Les Amazones d’Afrique
- Little Axe
- Mamer
- Maryam Mursal
- Nusrat Fateh Ali Khan
- Ozomatli
- Paban Das Baul
- Pan-African Orchestra
- Papa Wemba
- Peter Gabriel
- Portico Quartet
- Rupert Hine
- Samuel Yirga
- Sheila Chandra
- Sevara Nazarxon
- Spiro
- The Blind Boys of Alabama
- The Imagined Village
- U. Shrinivas
- Värttinä
- Yungchen Lhamo

## Diskographie (Auswahl)
- ABoneCroneDrone, Sheila Chandra, 1996
- Among Brothers, Abderrahmane Abdelli, 2003
- And I’ll Scratch Yours, verschiedene Künstler, 2013
- Atom Bomb, The Blind Boys of Alabama, 2005
- Babeti Soukous, Tabu Ley, 1989
- Beat the Border, Geoffrey Oryema, 1993
- Big Blue Ball, verschiedene Künstler, 2008 (aufgenommen 1991, 1992, 1995)
- Big City Secrets, Joseph Arthur, 1997
- Black Rock, Djivan Gasparyan & Michael Brook, 1998
- Coming Home, Yungchen Lhamo, 1998
- Djabote, Doudou N’Diaye Rose, 1992
- Emotion, Papa Wemba, 1995
- En Mana Kuoyo, Ayub Ogada, 1993
- Espace, Tama, 2002
- Fatteliku: Live in Athens 1987, Youssou N’Dour & Le Super Étoile de Dakar, 2015 (aufgenommen 1987)
- Higher Ground, The Blind Boys of Alabama, mit Robert Randolph and the Family Band und Gaststar Ben Harper, 2002
- In Your Hands, Charlie Winston, 2009
- i/o, Peter Gabriel, 2023
- La Explosión del Momento, Orquesta Rêvé, 1989
- Le Voyageur, Papa Wemba
- My Songs and a Poem, Estrella Morente, 2001
- Mustt Mustt, Nusrat Fateh Ali Khan & Michael Brook, 1990
- New Blood, Peter Gabriel, 2011
- Night Song, Nusrat Fateh Ali Khan & Michael Brook, 1995
- Night to Night, Geoffrey Oryema, 1996
- OVO, Peter Gabriel, 2000
- Passion: Music for The Last Temptation of Christ, Peter Gabriel, 1989
- Passion – Sources, verschiedene Künstler, 1989
- Pod, Afro Celt Sound System, 2004
- Plus from Us, verschiedene Künstler, 1993
- Quick Look, Pina Kollars, 2002
- Rama Sreerama, U. Shrinivas, 1994
- Real Sugar, Paban Das Baul & Sam Mills, 1997
- Real World 25, verschiedene Künstler, 2015
- Sampradaya, Shiv Kumar Sharma, mit Rahul Sharma, Shafaat Ahmed Khan & Manorama Sharma, 1999
- Scratch My Back, Peter Gabriel, 2010
- Serious Tam, George Telek, 2000
- Sezoni, Mara! mit Martenitsa Choir, 1999[8] (Erstveröffentlichung auf Rufus Records, 1997)
- Shahen Shah, Nusrat Fateh Ali Khan, 1989
- Songs for the Poor Man, Remmy Ongala, 1989
- The Journey, Maryam Mursal, 1998
- The Last Prophet, Nusrat Fateh Ali Khan & Party, 1994
- The Truth (Ny Marina), The Justin Vali Trio, 1995
- The Zen Kiss, Sheila Chandra, 1994
- Tibet, Tibet, Yungchen Lhamo, 1996
- Trance, Hassan Hakmoun und Zahar, 1993
- Untold Things, Jocelyn Pook, 2001
- Up, Peter Gabriel, 2002
- Us, Peter Gabriel, 1992
- Volume 2: Release, Afro Celt Sound System, 1999
- Volume 3: Further in Time, Afro Celt Sound System, 2001
- Weaving My Ancestor's Voices, Sheila Chandra, 1992
- Yo‘l Bo‘lsin, Sevara Nazarxon, 2003